# Uwe Leichsenring
Uwe Leichsenring (Sebnitz, 23 de Março de 1967 – Pirna, 30 de Agosto de 2006) foi um político alemão do NPD.